# The New York Transcript

The New York Transcript, fondé au début des années 1830 par Willoughby Lynde et William J. Stanley, fut l'un des premiers quotidiens américains à un cent.

## Histoire
Willoughby Lynde et William J. Stanley lancent en 1834 The New York Transcript. Ils se sont connus au New York Daily Sentinel en 1830 et sont maintenant associés à Billings Hayward. 
William H. Attree est débauché de la société Conner & Cooke pour devenir reporter chargé des affaires de police et justice. Le contrôle éditorial revient à Asa Greene, originaire de l'ouest du Massachusetts, et connu pour son humour, sa plume fine et ses romans satiriques. Le journal parle de sport, de théâtre, de hausse des prix et décrit la vie quotidienne à New York sous la forme de lettres moqueuses d'un émigrant fraichement arrivé qui écrit à un proche resté au pays. 
Le journal a un succès immédiat et obtient un tirage presque aussi élevé que celui du New York Sun, fondé l'année précédente. Mais il se heurte à la perte de ses signatures. William H. Attree part au Texas et Willoughby Lynde décède. Entre-temps, George H. Evans rachète le Daily Sentinel pour le porter à un cent lui aussi.
Le 24 juillet 1839 le Transcript doit fermer ses portes. Billings Hayward retrouve du travail comme imprimeur au New York Herald.